# Eleição para governador de Iowa em 2010
A eleição para governador de Iowa em 2010 aconteceu em uma terça-feira 2 de novembro de 2010 para eleger o governador e o vice-governador, que cumprirá um mandato de quatro anos começando em 14 de janeiro de 2011.

## Candidatos
- Chet Culver:é o atual governador de Iowa, assumiu o cargo em 2007,antes foi Secretário de Estado de seu estado serviu de 1999 até 2007, em 2006 derrotou o candidato Republicano Jim Nussle que obteve 466.757 votos, Culver alcançou 565.657 votos.
- Terry Branstad:foi o 39º governador de Iowa comandou o estado de 1983 até 1999, eleito em 1982 com 52.8%,reeleito em 1986 com 51.9%, reeleito em 1990 com 60.6%, e reeleito em 1994 com 56.8%.